# Gremio Atlético Sampaio
Le Gremio Atlético Sampaio était un club brésilien de football basé à Rio Branco dans l'État de l'Acre. 
Le club est fondé par une branche de l'armée de terre locale. Le club disparaît en 1969.

## Palmarès
- Championnat de l'État de l'Acre
  - Champion : 1967